# Zorro (musical)
Zorro is een musical, gebaseerd op het gelijknamige personage. De musical gebruikt vooral de fictieve biografie Zorro: A Novel uit 2005, geschreven door Isabel Allende, als basis. De tekst van de musical is geschreven door Stephen Clark, en de nummers door de Gipsy Kings en John Cameron.
Het verhaal is een prequel op het boek The Curse of Capistrano uit 1919, waarin Zorro voor het eerst zijn opwachting maakte. Tevens bevat het verhaal referenties naar ander Zorro-media, waaronder de film The Mask of Zorro.

## Producties
De eerste productie van de musical ging in première in 2008 in het Congress Theatre in Eastbourne. Daarna werd de voorstelling verplaatst naar West End. In de Engelstalige cast zitten onder andere Matt Rawle als Zorro/Diego De La Vega, Emma Williams als Luisa, Adam Levy als Ramon, Lesli Margherita als Inez, Nick Cavaliere als Garcia, en Jonathan Newth als Don Alejandro.
De musical is inmiddels in meerdere landen overgenomen, waaronder in 2010 in Brazilië. In 2011 is de muscial in Nederland te zien, op 17 april 2011 was de premiere. Voor de Nederlandse productie werd in het televisieprogramma Op zoek naar Zorro gezocht naar de acteur die de rol van Zorro moest gaan vertolken. Dit werd Tommie Christiaan.

## Verhaal

### Proloog
De musical begint in een grot, waar een groep zigeuners de nacht doorbrengen. Hier vertelt hun leider een oude zigeunerlegende over de legendarische held Zorro.

### Eerste akte
Don Diego de la Vega, een rijke jongeman uit Los Angeles, wordt door zijn vader Don Alejandro naar een school in Spanje gestuurd voor zijn studie. Hij moet zijn jeugdliefde, Luisa, hiervoor achterlaten. Kort voor zijn vertrek hoort Diego nog dat zijn broer Ramon kapitein van het leger zal worden.
Eenmaal in Spanje loopt Diego weg van de school en sluit zich aan bij een groep zigeuners die optreden in de steegjes van de stad. Hij wordt al snel de ster van hun optredens. Op een dag loopt Diego hier Luisa weer tegen het lijf, die hem aanspoort terug te gaan naar Californië omdat Ramon een tiran is geworden. Inez, een vrouwelijke zigeuner die een oogje heeft op Diego, is niet blij om Luisa te zien. Ze staat er daarom op dat alle zigeuners Diego zullen vergezellen.
In Californië blijkt dat Ramon Don Alejandro gevangen heeft genomen, en de bevolking heeft wijsgemaakt dat hij is overleden om ze zo hun land en rechten te kunnen ontnemen. Met behulp van Inez wordt Diego de held Zorro om Ramon ten val te brengen. Om zijn geheime identiteit te beschermen, biedt Diego zichzelf tevens aan als handlanger van Ramon en doet zich voor als een idioot. De volgende dag maakt Zorro zijn debuut door twee ter dood veroordeelde mannen te redden van de galg. Luisa is getuige van Zorro’s daden en wordt verliefd op hem, terwijl ze niet weet dat hij Don Diego is.
De zigeuners zorgen ondertussen ook voor ongeregeldheden in de stad. Inez trekt de aandacht van sergeant Garcia, die probeert haar het hof te maken. Ramon zet zijn zinnen op Luisa en probeert haar met geweld voor zich te winnen, maar Zorro redt haar.

### Tweede akte
Bij aanvang van de tweede akte verschijnen de zigeuners uit de proloog op het toneel voor een optreden.
Wanneer het verhaal verdergaat, blijkt Zorro Ramon in hun laatste gevecht permanent te hebben gemarkeerd met zijn kenmerkende Z-teken. Hij begint zijn grip op de bevolking te verliezen. In een poging zijn macht te herstellen wordt hij wreder dan ooit. Diego probeert ondertussen Garcia te helpen met zijn liefde voor Inez, terwijl Luisa besluit onder te duiken voor Ramon. Diego, als Zorro, zoekt haar op in de grot waar ze verblijft. Ze bekennen hun gevoelens voor elkaar, maar Zorro vreest dat Luisa’s leven in gevaar komt als hun relatie wordt ontdekt.
Ramon valt met zijn soldaten het zigeunerkamp waar Luisa is aan, om haar te arresteren. Zorro en enkele zigeuners, die eveneens verkleed zijn als Zorro om Ramon te misleiden, slaan de aanval af, totdat Ramon Inez doodschiet. Zorro geeft zich over om meer bloedvergieten te voorkomen en wordt afgevoerd naar de gevangenis. Ramon neemt Luisa mee. In de gevangenis treurt Diego om zijn nederlaag, totdat Garcia, die zich tegen Ramon heeft gekeerd vanwege diens moord op Inez, hem te hulp komt. Hij helpt Diego ontsnappen en vertelt hem tevens waar Don Alejandro gevangenzit. Ondertussen wil Ramon Luisa dwingen met hem te trouwen.
Wanneer de bruiloft begint, arriveert Don Alejandro verkleed als Zorro. Hij confronteert Ramon met zijn wreedheid en zet de soldaten tot opstand aan. Dan arriveert ook de echte Zorro en breekt een laatste gevecht tussen hem en Ramon los. In het gevecht onthult Zorro zijn ware identiteit. Ramon komt om het leven wanneer hij op zijn eigen mes valt. Luisa ziet eindelijk wie Zorro echt is, waarna de twee elkaar in de armen vallen en elkaar kussen.

## Nummers
Eerste acte
- Flamenco Opening - zigeuners
- Baila Me - Diego, Inez, zigeuners
- Libertad - vrouwen van het dorp
- Hope - Diego
- In one Day - Luisa en de vrouwen van het dorp
- Falling - Luisa
- Bamboleo/There's A Tale - Inez, zigeuners

Tweede akte
- Entrada - zigeuners
- Freedom - Inez, burgers, zigeuners
- Bamboleo (reprise) - Inez
- Serenade- instrumental (dans tussen Diego en Luisa)
- A love We'll Never Live - Diego en Luisa
- One More Beer - Garcia, Inez, vrouwen van het dorp
- Djobi Djobi - Inez and Luisa
- Hope (reprise) - Diego
- Man Behind The Mask - Luisa
- Fiesta – hele cast

## Nederlandse cast
Cast:
- Zorro/Don Diego: Tommie Christiaan
- Alternate Zorro/Don Diego: Roman van der Werff
- Ramon: René van Kooten  (april 2011 - oktober 2011)
- Ramon: Christophe Haddad  (november 2011 - januari 2012)
- Inez: Lone van Roosendaal
- Verteller/Don Alejandro: Thom Hoffman (april 2011 - september 2011)
- Verteller/Don Alejandro: Aernout Pleket (oktober 2011 - januari 2012)
- Luisa: Michelle Splietelhof
- Garcia: David Davidse (april 2011 - juni 2011)
- Garcia: Rop Verheijen (juni 2011 - oktober 2011)
- Garcia: Zjon Smaal  (oktober 2011 - januari 2012)

Ensemble:
- Dennis de Groot (tweede understundy Zorro)
- Ruud van Overdijk (eerste understudy Zorro, tweede understudy Ramon)
- Suzanne de Heij (eerste understudy Inez)
- Roberto de Groot (eerste understudy Verteller, eerste understudy Ramon) (april 2011 - oktober 2011)
- Marijn Bouwers (eerste understudy Verteller, eerste understudy Ramon) (oktober 2011 - januari 2012)
- Elise Berends (eerste understudy Luisa)
- Barbe van den Brand (tweede understudy Luisa, tweede understudy Inez)
- Aernout Pleket (eerste understudy Garcia, tweede understudy Verteller) (april 2011 - oktober 2011)
- Marc-Peter van der Maas (eerste understudy Garcia, tweede understudy verteller)  (oktober 2011 - januari 2012)
- Dennis Willekens (tweede understudy Garcia)
- Javier Romero
- Ricardo Lopez Martin(gestopt)
- Isaac Garcia Perez
- Antonio Cortes
- Jorinde Cielen
- Tanja van Susteren
- Sharon Sultan
- Javier Garcia Perez
- Ellen Kremers
- Eugène Jans (gestopt)
- Alex Poulter
- Joey Ferre(t/m 30 december)
- Richard Janssen
- Merlijn De Vries

Orkest:
- Kino Haitsma Keyboards/orkestleiding
- Bernard Goovaerts Keyboards
- Antonio Cortes Gitaar
- Jeroen Rombouts Gitaar
- David Buckingham Gitaar
- Boudewijn Groenhuizen Basgitaar
- Door Raeymakers Percussie
- Olaf Fase drums

## Reacties
Zorro werd met goede kritieken onthaald door critici. Vooral de op Flamenco gebaseerde muziek en choreografie werden geprezen, evenals de vechtscènes. Onder andere Michael Billington van de Guardian gaf de musical een goede recensie. The Times noemde de musical een mengeling van Errol Flynn en Monty Python.